# Nucléoside carbocyclique

Structure générique comparée des ribonucléosides (à gauche) et de leurs analogues carbocycliques (à droite).

Un nucléoside carbocyclique, parfois appelé carbanucléoside, est un analogue structurel de nucléoside dans lequel l'atome d'oxygène du cycle furanose est remplacé par un groupe méthylène –CH2–. Ceci confère une stabilité accrue à la base nucléique, qui n'est pas clivée par les phosphorylases et les hydrolases de dégradation des nucléosides.
Les nucléosides carbocycliques conservent la plupart des propriétés biologiques des nucléosides dont ils sont homologues, car ils sont reconnus de la même façon par diverses enzymes et récepteurs.

## Occurrence naturelle
L'aristéromycine, analogue cyclopentanique de l'adénosine, et la néplanocine A, analogue cyclopenténique de l'aristéromycine, ont été isolées de sources naturelles et présentent une activité biologique antivirale et antitumorale significative. La néplanocine A est ainsi un puissant inhibiteur de la S-adénosylhomocystéine hydrolase et de la multiplication du virus de la variole chez la souris.

Adénosine.
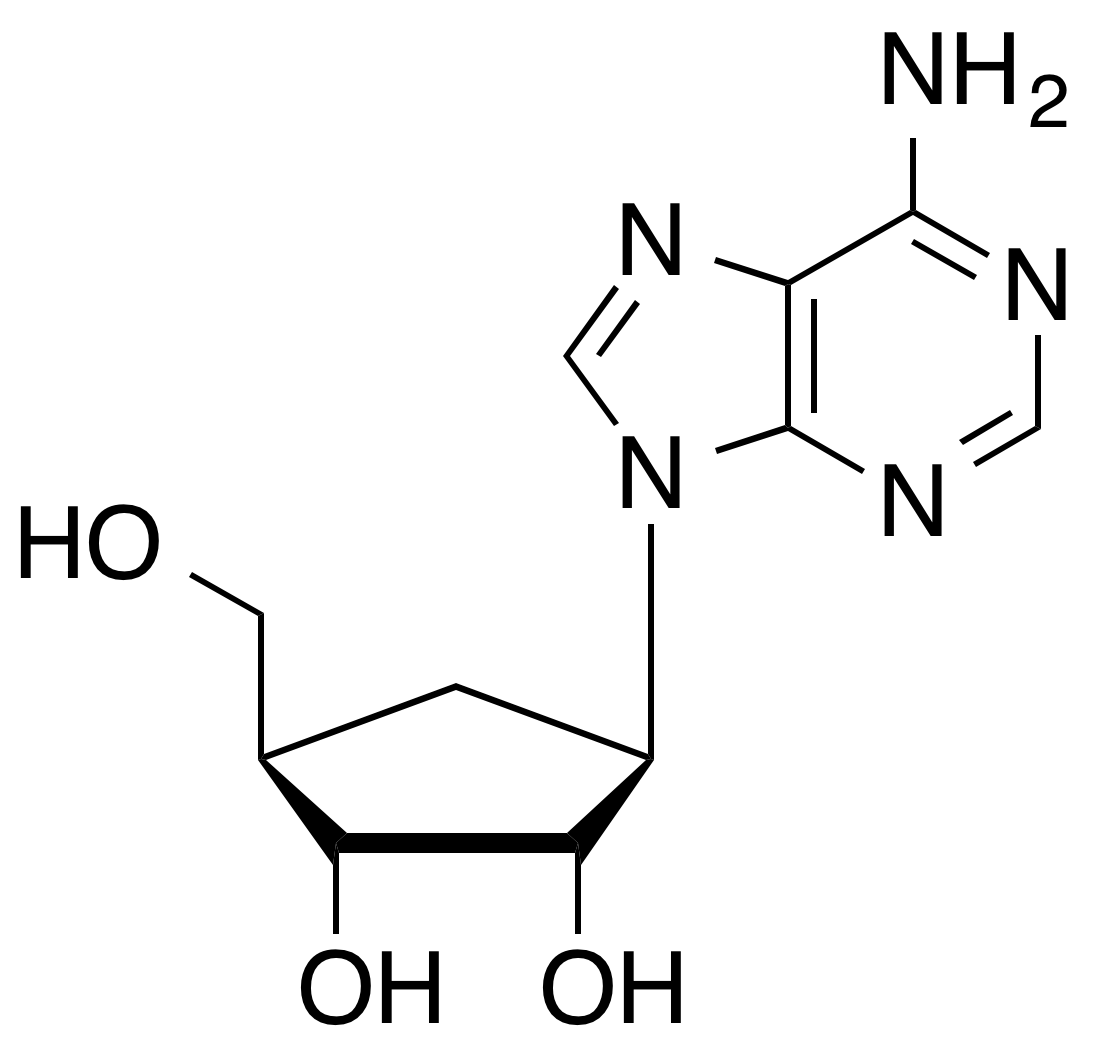
Aristéromycine.
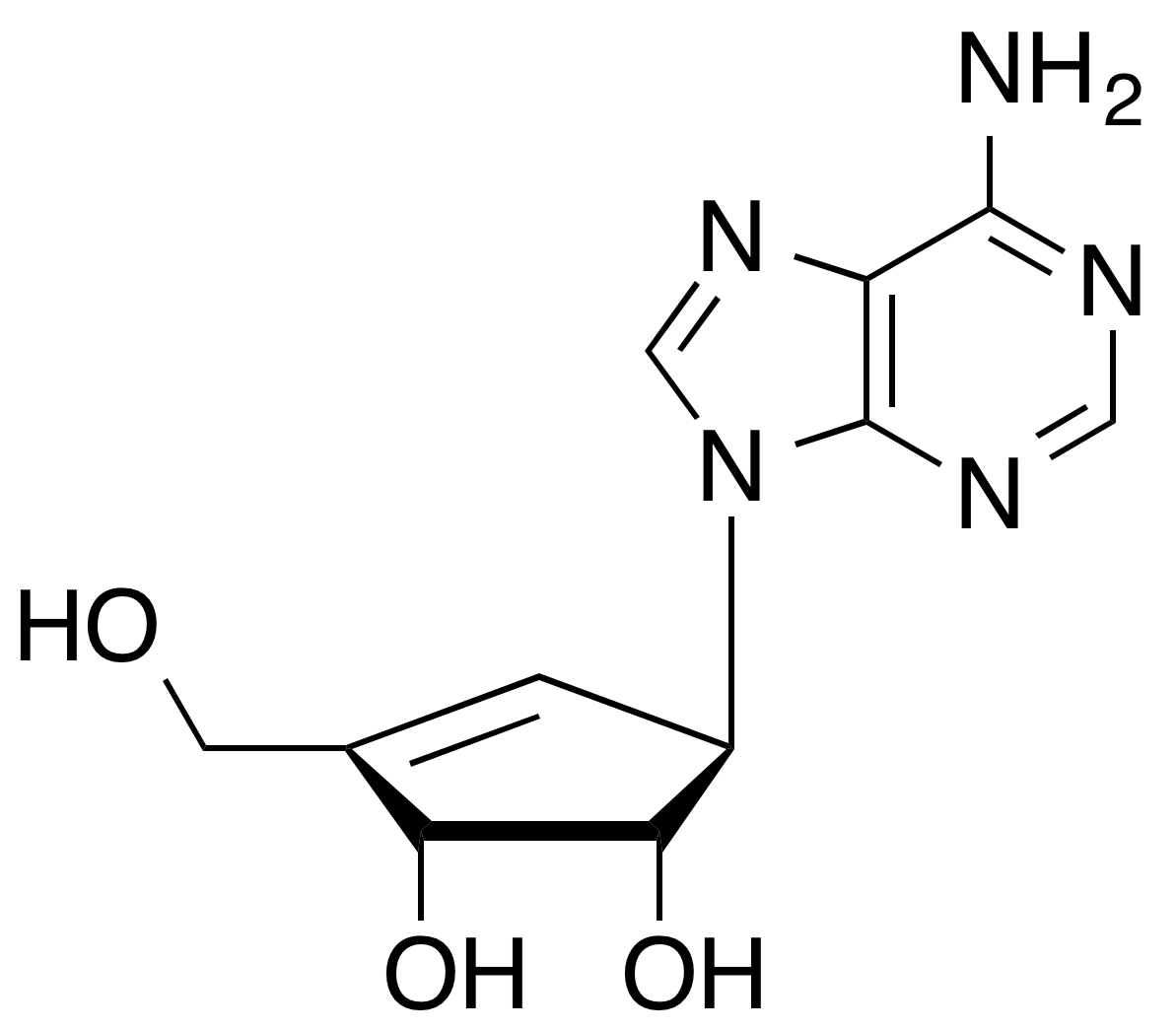
Néplanocine A.

## Typologie des nucléosides carbocycliques
Un grand nombre de nucléosides carbocycliques à base de pyrimidines et de purines ont été préparés, et plusieurs d'entre eux présentent des propriétés biologiques intéressantes.

### Nucléosides carbocycliques pyrimidiques
La cyclopenténylcytosine (CPE-C), analogue cyclopenténique de la cytosine, a été développée comme antinéoplasique et antiviral, avec des effets significatifs contre les Orthopoxvirus et le virus du Nil occidental. La (E)-5-(2-bromovinyl)-2-désoxyuridine carbocyclique (C-BVDU) présente une action contre l'herpes simplex virus 1 (HSV-1) et le virus varicelle-zona (VZV, varicelle et zona) aussi bien in vitro qu'in vivo.

Cytosine.
Cyclopenténylcytosine (CPE-C).
Désoxyuridine.
(E)-5-(2-bromovinyl)-2-désoxyuridine carbocyclique (C-BVDU).

### Nucléosides carbocycliques puriques
L'abacavir et l'entécavir (en) sont deux nucléosides carbocycliques à guanine. Ce sont des inhibiteurs de la transcriptase inverse, utilisés respectivement contre le virus de l'immunodéficience humaine (VIH) et le virus de l'hépatite B (VHB).
Abacavir a été développé à partir de racémique de (±)-carbovir, qui avait été identifié en 1988 par Robert Vince et al. comme le premier nucléoside carbocyclique efficace contre le VIH avec une faible cytotoxicité. Il a par la suite été montré que c'est l'énantiomère (–) qui est la forme biologiquement active comme inhibiteurs de la transcriptase inverse. La faible solubilité de ce composé en milieu aqueux, sa faible biodisponibilité orale et sa faible pénétration dans le système nerveux central ont néanmoins empêché son développement comme médicament anti-VIH. Ces difficultés ont été résolues en recherchant des promédicaments analogues au (–) carbovir, ce qui a conduit à l'abacavir.
L'entécavir (en), un analogue de la guanosine, a été décrit en 1997 comme un puissant inhibiteur sélectif du virus de l'hépatite B.
La 2’-ara-fluoro-guanosine carbocyclique a été décrite en 1988 comme le premier exemple d'un analogue de nucléoside synthétique présentant une activité contre les herpèsvirus HSV-1 et HSV-2 supérieure in vitro à celle de son analogue furanose naturel.

Abacavir.
(–) Carbovir.
Entécavir (en).
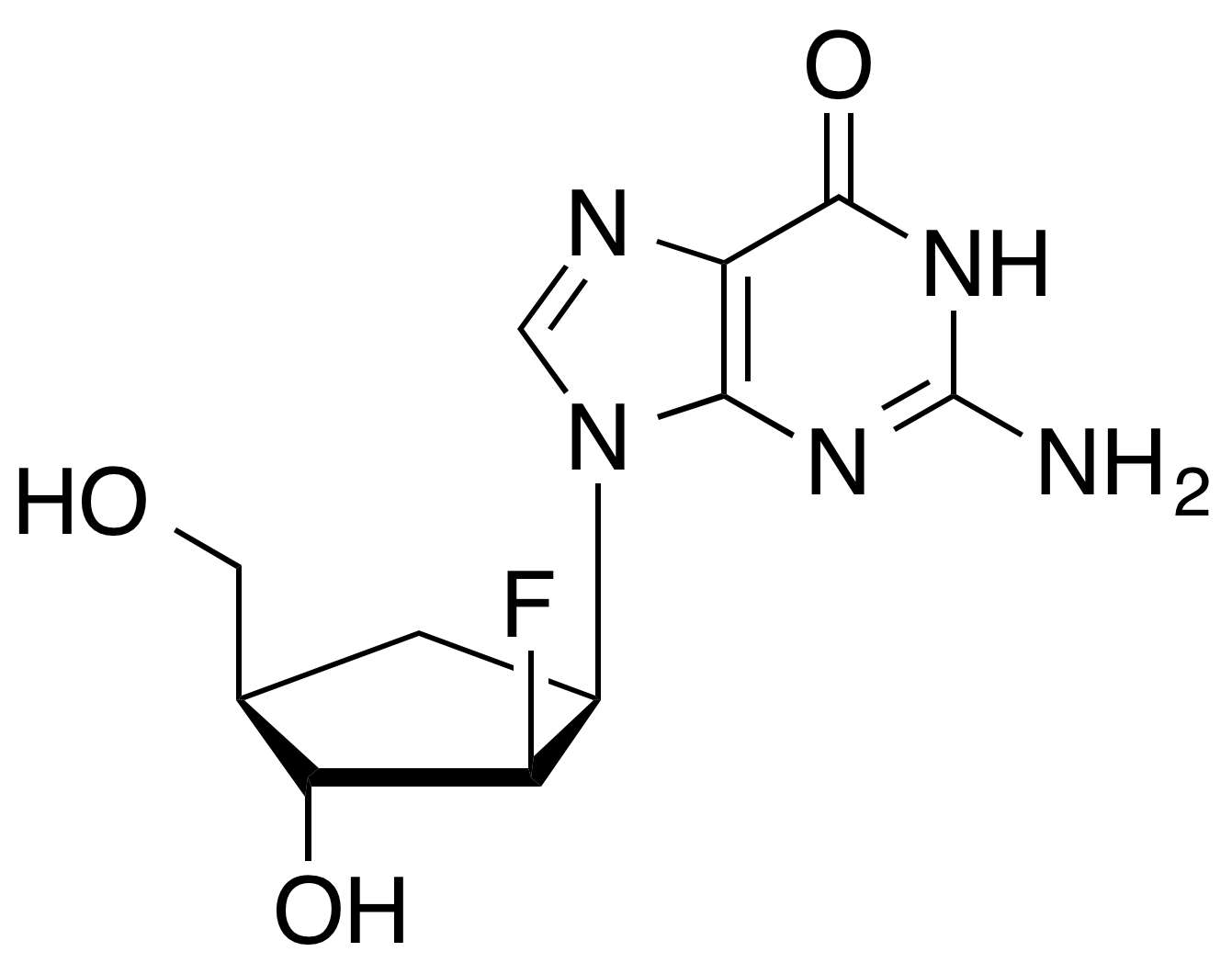
2’-ara-Fluoro-guanosine carbocyclique.

### Nucléosides carbocycliques à cycles à trois, quatre et six atomes

Carbanucléosides à cycles à six, quatre et trois atomes.

On réservait initialement la dénomination de nucléoside carbocyclique aux homologues à cycle à cinq atomes, correspondant à la configuration des nucléosides, mais le terme a été étendu aux composés à cycle à trois, quatre et six atomes,. 